# 鷹翼龍屬
鷹翼龍屬（屬名：Aetodactylus）意為「老鷹手指」，是翼龍目翼手龍亞目的一屬，化石是一個下頜骨頭，發現於美國德州東北部的白堊紀晚期地層。

## 發現與命名
在2006年，業餘化石挖掘者Lance Hall在德州東北部塔蘭特縣的一個湖泊附近，發現一個下頜化石，化石是發現於冨含碳酸鈣的海相砂岩地層，屬於塔蘭特組（Tarrant Formation），地質年代約9700萬年前，相當於白堊紀晚期的森諾曼階。鷹翼龍的正模標本（編號SMU 76383）是一個接近完整的下頜與兩顆牙齒，只缺少右側關節後突（Retroarticular process）、下頜聯合處的部分後段。該地還發現魚類脊椎與牙齒化石，以及無法歸類的化石。塔蘭特組本身是鷹福特群（Eagle Ford Group）地層的最下層，鷹福特群的地質年代為森諾曼階到土侖階。
在2010年，德州南美以美大學的Timothy S. Myers教授將這個化石正式敘述、命名，模式種是海爾氏鷹翼龍（A. halli）。屬名是由古希臘文的「老鷹」（Aeto）與「手指」（dactylus）構成；種名則是以發現化石的Lance Hall為名。與其他鳥掌翼龍科相比，鷹翼龍下頜有數項特徵，包含：下頜前端略寬、下頜聯合處的上下扁平、牙齒間隔較為一致、下頜稍微朝上彎曲。Myers教授發現，鷹翼龍與中國的北方翼龍相當類似。鷹翼龍是生存年代最早的鳥掌翼龍科之一。

## 體徵
這個下頜化石長38.4公分，下頜最窄處寬約1.3公分，下頜前端略寬，寬1.6公分。根據齒槽的數量、大小，可知鷹翼龍有27對牙齒。僅存的兩顆牙齒修長呈尖狀、側向扁平、稍微朝後彎曲。下頜前段有四對牙齒，最前一對牙齒向前傾斜，第二、第三對牙齒最大型。越後段的牙齒，牙齒越小。後段牙齒之間有小凹處，研究人員推測，當鷹翼龍的嘴部咬合時，上頜牙齒會陷入下頜牙齒間的凹處。由於下頜前段的牙齒間沒有凹處，這可能顯示上頜前段的牙齒較長、向前傾斜。鷹翼龍的下頜中線沒有隆脊，而其近親古魔翼龍、科羅拉多斯翼龍、鳥掌翼龍的下頜中線具有隆脊。

## 分類
Myers教授在命名鷹翼龍時，根據下頜特徵，將牠們歸類於鳥掌翼龍科；但他也提到鷹翼龍與北方翼龍的相似處，鷹翼龍也可能屬於北方翼龍科。麥克·維頓（Mark Witton）提出不同看法，認為許多鳥掌翼龍科應該改歸類於北方翼龍科。

## 外部連結
- （英文）北美洲發現新種翼龍類，是該時代少見的翼龍類化石（页面存档备份，存于）
- （英文）新發現翼龍類化石，提供北美洲翼龍類歷史的線索（页面存档备份，存于）